# Noah Penman
Noah George Penman, född 20 april 2007, är en brittisk simhoppare.

## Karriär
Vid simhopps-EM 2025 i Antalya tog Penman silver i tremeterssvikten.